# Mos teutonicus
Mos teutonicus (lateinisch für „deutsche Sitte“/„deutsche Art“) ist in mittelalterlichen Dokumenten der Verweis auf ein Verfahren nach deutschem Recht bzw. deutscher Gewohnheit – speziell die getrennte Bestattung more teutonico („auf deutsche Art“), das im Hochmittelalter zeitweise praktizierte Verfahren, Leichname durch Abkochen in Fleischteile und Knochen zu zerlegen.

## Anwendung
Das Verfahren des mos teutonicus kam bei einigen hochgestellten Personen zur Anwendung, die fern von dem für ihre Grabstätte bestimmten Ort gestorben waren, und sollte es ermöglichen, die Gebeine an ihren Bestimmungsort zu überführen, ohne dass während der Reise noch Verwesung eintreten konnte. 
Insbesondere während der Kreuzzüge versuchte man, die Leichname gefallener Ritter möglichst mit allen Ehren beizusetzen. Wenn die Kreuzfahrer in ihre Heimat zurückkehrten, wurden besonders hochgestellte Tote oft exhumiert, um ihre Überreste in die Heimat zurückzubringen. Bei Königsleichen wurde vor der Überführung ein Verfahren zur Haltbarmachung angewendet, das darin bestand, die Leiche „zu pökeln und fünf Stunden kräftig auszukochen, um das Fleisch von den Knochen zu trennen“. Danach wurden die Knochen unter Bewachung in die Heimat überführt und dort erneut mit Gebeten bestattet.
Diese Art der Bestattung wurde durch praktische Gründe erzwungen, da es oftmals unmöglich war, einen Leichnam intakt an einen weiter entfernten Bestattungsort zu überführen. Die inneren Organe wurden an besonderen Orten, zum Beispiel im Hof einer Kapelle, beerdigt. Der Aufbewahrung und Unversehrtheit der Knochen wurde bis ins Spätmittelalter große Bedeutung beigemessen, da nach christlichem Glauben zum Jüngsten Gericht die Gebeine der Verstorbenen mit auferstehen würden. Im Mittelalter war dazu die Vorstellung weit verbreitet, dass die Gebeine dazu vollständig erhalten sein müssten.

## Nachweis in Quellen
Eine kurze Beschreibung bietet Boncompagno da Signa († um 1240) in seinem Boncompagnus:

“Teutonici autem eviscerant corpora excellentium virorum, qui moriuntur in provinciis alienis, et reliqua membra tamdiu faciunt in caldariis decoqui, donec tota caro, nervi et cartilagines ab ossibus separantur, et postmodum eadem ossa, in odorifero vino lota et aspersa pigmentis, ad patriam suam deportant.”

„Die Deutschen entnehmen die Eingeweide aus den Leichnamen hochgestellter Männer, wenn diese in fremden Ländern sterben, und lassen das Übrige so lange in Kesseln abkochen, bis alles Fleisch, die Sehnen und die Knorpel von den Knochen getrennt sind; diese Knochen, gewaschen in wohlriechendem Wein und bestreut mit Spezereien, bringen sie dann anschließend in ihre Heimat fort.“

Ein früher, erst in jüngerer Zeit durch archäologische Forschung erschlossener Fall ist Kaiser Lothar III. Als dieser im Winter 1137 während seines Italienfeldzuges im Tiroler Breitenwang starb, wurde sein Leichnam – nach dem Befund einer 1989 veröffentlichten Aminosäurenanalyse – etwa sechs Stunden lang gekocht, um anschließend die Gebeine in das niedersächsische Königslutter zu überführen und sie unterwegs auch zum Zweck öffentlicher Huldigungen zur Schau stellen zu können.
Die älteste quellenmäßige Erwähnung findet sich für das Jahr 1167. Nach der Eroberung Roms durch Friedrich I. kam es zu einer verheerenden Seuche, der ein großer Teil des Heeres und seiner Führung erlag. Die Historia Welforum Weingartensis nennt unter den Toten besonders den Erzbischof von Köln (Rainald von Dassel), die Bischöfe von Speyer (Gottfried II.), Regensburg (Eberhard der Schwabe), Prag (Daniel I.), Verden (Hermann von Verden) und Lüttich (Alexander II. von Orle), ferner die Fürsten Friedrich IV. von Schwaben, Welf VII., Berengar III. von Sulzbach sowie einen Heinrich von Tübingen, und fügt hinzu:

“Quorum omnia pene ossa carnibus per excoctionem consumptis, ad propria reducta sunt. Translata sunt autem et ossa Guelfonis nostri et in monasterio Staingadem a patre suo fundato reposita sunt.”

„Bei fast allen diesen wurden die Gebeine, nachdem sie durch Kochen vom Fleisch abgelöst worden waren, in ihre jeweilige Heimat zurückgebracht. Überführt wurden aber auch die Gebeine unseres Welfen und in dem von seinem Vater gegründeten Kloster Steingaden bestattet.“

## Beispiele
Prominentestes Beispiel für die Anwendung des mos teutonicus ist Friedrich I. selbst. Als dieser während des Dritten Kreuzzugs im Juni 1190 in Kilikien durch Ertrinken ums Leben kam, wurden sein Herz und seine Eingeweide in Tarsos beigesetzt, sein Fleisch Anfang Juli in der Peterskirche von Antiochia, während die Knochen von seinem Sohn Friedrich VI. von Schwaben mindestens bis Tyros mitgeführt wurden, wohl um sie in Jerusalem zu bestatten. Auch die Babenberger-Herzöge Friedrich I. (1198) und Leopold VI. von Österreich (1230) sowie Kaiser Lothar III. wurden auf diese Art bestattet.

## Ende der Praxis

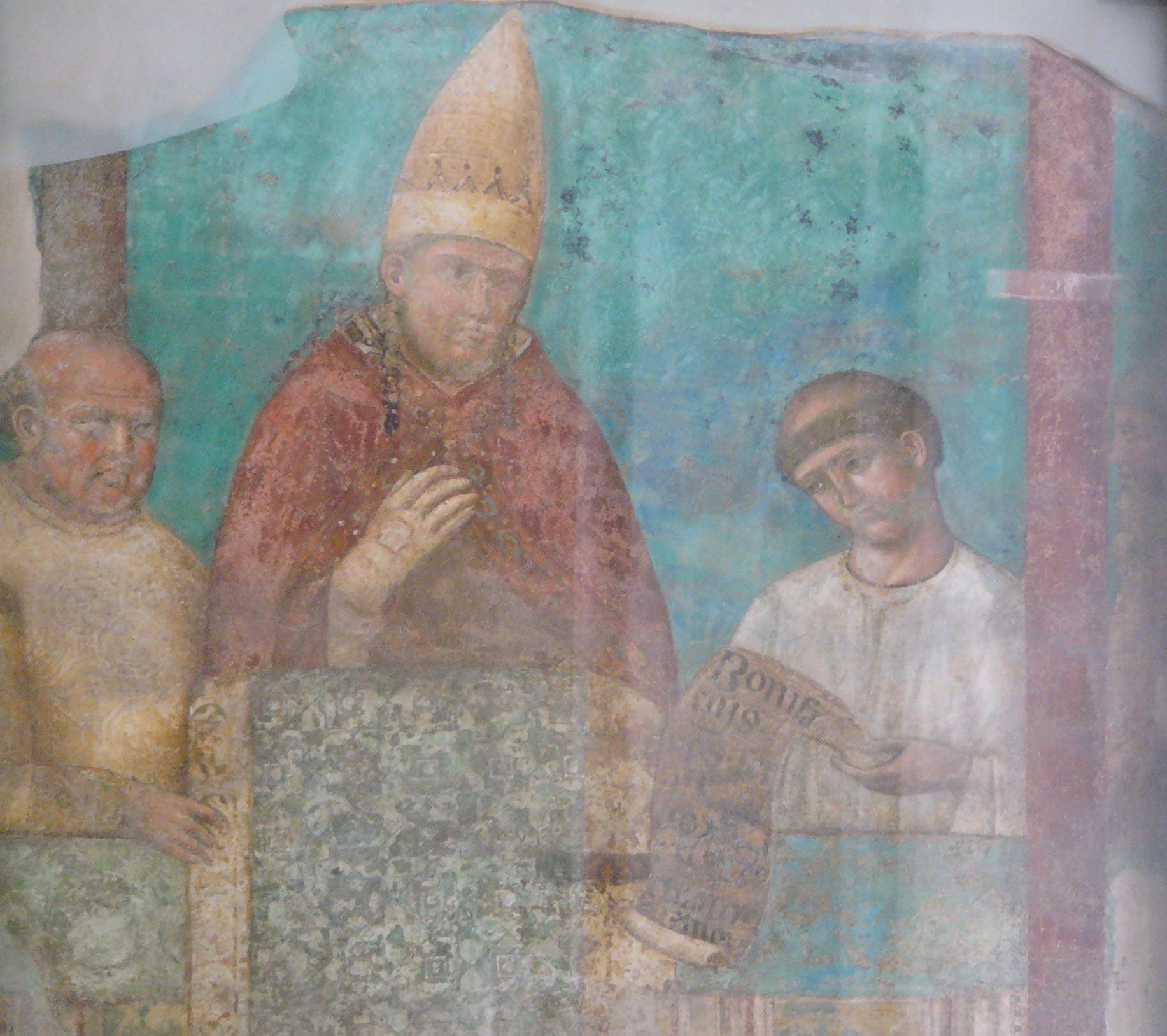
Bonifatius VIII. verbot den mos teutonicus.

Mit der zuerst am 27. September 1299 und erneut am 18. Februar 1300 veröffentlichten Bulle Detestande feritatis verfügte Papst Bonifatius VIII. ein kirchliches Verbot, Leichname für Zwecke der Bestattung zu zerteilen oder zu kochen, da er dies als „Missbrauch“ ansah. Das Verfahren blieb jedoch auch in der Folgezeit bei Feld- und Kriegszügen noch längere Zeit in Gebrauch, da man Wert darauf legte, die sterblichen Überreste der Vornehmen dort zu haben, wo man sich angemessen darum kümmern konnte. Schließlich begünstigte das päpstliche Verbot des mos teutonicus die Suche nach geeigneten Verfahren zur wenigstens übergangsweisen Konservierung von Leichen. Die getrennte Herzbestattung nahm dabei institutionelle Formen an, die besonders bei den katholischen Herrscherhäusern bis in die Neuzeit weiterlebte.

## Trivia
Einen späten Widerhall findet diese Sitte im Märchen der Brüder Grimm vom Bruder Lustig (KHM 81), wo der heilige Petrus eine Königstochter wiederauferstehen lässt:

„Da ward er zu ihr geführt, und dann sprach er: ‚Bringt mir einen Kessel mit Wasser‘, und wie der gebracht war, hieß er jedermann hinausgehen, und nur der Bruder Lustig durfte bei ihm bleiben. Darauf schnitt er alle Glieder der Toten los und warf sie ins Wasser, machte Feuer unter den Kessel und ließ sie kochen. Und wie alles Fleisch von den Knochen herabgefallen war, nahm er das schöne weiße Gebein heraus und legte es auf eine Tafel und reihte und legte es nach seiner natürlichen Ordnung zusammen. Als das geschehen war, trat er davor und sprach dreimal: ‚Im Namen der Allerheiligsten Dreifaltigkeit, Tote, steh auf.‘ Und beim dritten Mal erhob sich die Königstochter lebendig, gesund und schön.“